# Alepocephalus longirostris
Alepocephalus longirostris är en fiskart som beskrevs av Okamura och Kawanishi, 1984. Alepocephalus longirostris ingår i släktet Alepocephalus och familjen Alepocephalidae. Inga underarter finns listade i Catalogue of Life.